# Elbet Bir Gün
Elbet Bir Gün es una serie de televisión turca del género drama y romance protagonizada por Sinem Ünsal, Şebnem Bozoklu y Burak Yamantürk en los roles protagónicos. La serie comenzó a emitirse el 7 de noviembre de 2021 por Fox y llegó a su final el 12 de diciembre de 2021.

## Sinopsis
Feride (Sinem Ünsal) cambió su nombre a Gizem después de que ella escapó de su cuñado Cemil (Ömer Genç) por temor a su vida. La joven que se ha construido una nueva vida tiene un matrimonio feliz. Gizem se entera de que toda su familia ha sido asesinada en un programa de televisión y que Cemil todavía está tras ella y su hermana mayor Nesime (Şebnem Bozoklu), que ha huido con su amante. Los caminos de Nesime y Feride se vuelven a cruzar después de muchos años. Mientras Gizem intenta no revelar las verdaderas identidades de ella y su hermana, su esposo Mehmet (Burak Yamantürk) tiene secretos de su pasado que oculta a su esposa.

## Episodios
| Temporada | Temporada | Episodios | Episodios | Emisión original       | Emisión original        | Emisión original |
| Temporada | Temporada | Episodios | Episodios | Primera emisión        | Última emisión          | Cadena           |
| --------- | --------- | --------- | --------- | ---------------------- | ----------------------- | ---------------- |
|           | 1         | 6         | 6         | 7 de noviembre de 2021 | 12 de diciembre de 2021 | Fox              |

## Elenco
| Actor                 | Personaje            | Episodio |
| --------------------- | -------------------- | -------- |
| Sinem Ünsal           | Feride/Gizem Kılıçlı | 1-6      |
| Şebnem Bozoklu        | Nesime Baykan        | 1-6      |
| Burak Yamantürk       | Mehmet Kılıçlı       | 1-6      |
| Muhammet Uzuner       | Yavuz Kaplan         | 1-6      |
| Ömer Genç             | Cemil Baykan         | 1-6      |
| Zeynep Kaçar          | Asuman Kılıçlı       | 1-6      |
| Helin Kandemir        | Mevsim Baykan        | 1-6      |
| Kenan Acar            | Murat Güven          | 1-6      |
| Ulvi Kahyaoğlu        | Serdar Kılıçlı       | 1-6      |
| Yağmur Özbasmacı      | Sevilay Egemen       | 1-6      |
| Talha Karcı           | Kâmil Baykan         | 1-6      |
| Eylül Lize Kandemir   | Janset Ekin          | 1-6      |
| Mustafa Egemen Almacı | Ahmet Dündar         | 1-6      |
| Osman Karakoç         | İsmail Dündar        | 1-6      |
| Değer Soysal Alp      |                      | 1-6      |
| Serap Önder           |                      | 1-6      |
| Selen Şenay           |                      | 1-6      |
| Zeynep Özyurt Tarhan  | Öğretmen             | 1-6      |
| Ecrin Moğultay        | Küçük Feride         | 1-6      |
| Kadriye Çetinkaya     |                      | 1-6      |
| Emin Cüneyt Aydınoğlu |                      | 1-6      |